# Guy Millière
Pour les articles homonymes, voir Millière.
Guy Millière, né le 4 février 1950 à Marseille, est un essayiste néoconservateur français.

## Biographie
Docteur en littérature française, il enseigne à l’université Paris-VIII jusqu'en 2014. Il collabore au site web Dreuz.info appartenant au mouvement chrétien néoconservateur pro-israélien,. 
Il défend des thèses néoconservatrices et anti-islam et il est Senior Advisor auprès du Gatestone Institute. En 2003 il argumente en faveur de l’invasion de l’Irak, et écrit en 2012 un ouvrage polémique avec le néoconservateur américain Daniel Pipes intitulé Face à l'islam radical. À partir de 2022, il se dit répétitivement persuadé que la Russie sera vaincue en Ukraine.

## Ouvrages

### Sur la musique
- Mise à mort des cultures populaires ? (en coll. avec Gilles Servat), collection « Combat culturel », Éditions Syros, 121 p., 1978
- Québec, le chant des possibles, collection « rock & folk », Éditions Albin Michel, 190 p., 1978

### Sur la politique
- Une torpeur française ou la démocratie totalitaire, Éditions Hallier, 175 p., 1979[7].
- L’Amérique monde: les derniers jours de l'empire américain, Hors Collection, Éditions François-Xavier de Guibert, 278 p., 2000.
- Un goût de cendres… France, fin de parcours ?, Éditions François-Xavier de Guibert, 222 p., 2002.
- Ce que veut Bush, Éditions La Martinière, 390 p., 2003.
- Qui a peur de l’islam ?, Collection Essais, Éditions Michalon, 139 p., 2004.
- Pourquoi Bush sera réélu, Collections Essais, Éditions Michalon, 157 p., 2004.
- Le Futur selon George W. Bush, Collection Essai Politique, Éditions Page après Page, 271 p., 2005.
- Pourquoi la France ne fait plus rêver, Essai Politique, Éditions Page après Page, 95 p., 2006.
- Houdna, Éditions Underbahn, 213 p., 2007.
- Michael Moore. Au-delà du miroir, collection Document, Éditions du Rocher, 297 p., 2008.
- Survivre à Auschwitz, Éditions Cheminements, 154 p., 2008.
- Mille et une vies: la vie ordinaire et extraordinaire de Fereydoun Hoveyda, diplomate iranien, écrivain, artiste, penseur, entretiens avec Fereydoun Hoveyda, Éditions Turgot, Cheminement/ L'Apart, 243 p., 2008.
- L’Amérique et le Monde après Bush, collection: PAR DE VÉRITÉ, Éditions Cheminements/ L'Apart, 280 p., 2008.
- La Septième Dimension. Le nouveau visage du monde : après la crise, Éditions Cheminements/L'àpart de l'esprit, 390 p., 2009[8].
- La Résistible Ascension de Barack Obama, Collection Ma part de vérité, Éditions L'àpart de l'esprit, 250 p., 2010.
- Comme si se préparait une seconde Shoah, Collection: Les incorrects, Éditions de Passy, 100 p., 2011.
- Face à l'islam radical (en coll. avec Daniel Pipes), Collection: ARTICLES SANS C, Éditions David Reinharc, 76 p., 2012[6].
- Le Désastre Obama, Éditions Tatamis, 215 p., 2012.
- L'islam radical est une arme de destruction massive, Collection: ARTICLES SANS C, Éditions David Reinharc, 71 p., 2013.
- L'État à l'étoile jaune, Éditions Tatamis, 230 p., 2013[9].
- Voici revenu le temps des imposteurs, Éditions Tatamis, 80 p., 2014.
- Après Obama, Trump ?, La Maison d'Édition, 100 p., 2016.
- Israël raconté à ma fille, Les Provinciales, 124 p., 2016.
- La révolution Trump ne fait que commencer (suivi des discours de Donald Trump), Valensin, 2017.
- Ce que veut Trump, Presses de la Délivrance, 123 p., 2018.
- Le pays presque élu: Les Juifs et l'Amérique, Les Provinciales, 108 p., 2018.
- Comment meurt une civilisation, Texquis, 76.p., 2018
- L'Ombre du Djihad, Éditions Tatamis, 250 p., 2018
- Après Trump ?, Éditions Balland, 2020.
- Après la démocratie ? L'Amérique et le monde au temps de l'administration Biden, Éditions Balland, 2022[10].

### Traductions
- Alain Griotteray, Écrits personnels de Ronald Reagan ; traduction, présentation et annotations ; Collection Documents, Éditions du Rocher, 577 p., 2003 (sudoc).
- Daniel Pipes, L'Islam radical ; préface et traduction en coll. avec Alain Jean-Maret ; Collection Turgot, éditions Cheminement/ L'Apart, 357 p., 2008 (sudoc).
- Paul Driessen, L'Impérialisme écologique ; Collection Turgot, éditions Cheminements, 286 p., 2008 (sudoc).
- David Horowitz, Comment le peuple palestinien fut inventé ; traduction ; éditions David Reinharc, 50 p., 2011 (sudoc).

## Prix
- Prix du livre libéral 2004[11].